# Volo Swiss International Air Lines 1885
Il volo Swiss International Air Lines 1885 è un volo passeggeri internazionale di linea operato da Swiss International Air Lines dall' aeroporto di Bucarest, in Romania, all'aeroporto di Zurigo, in Svizzera. Il 23 dicembre 2024, l'Airbus A220-300 che operava il volo ha subito un guasto a uno dei due motori a quota di crociera, con conseguente ingresso di fumo in cabina. È stato effettuato un atterraggio di emergenza all'aeroporto di Graz, in Austria, e tutti i 79 occupanti a bordo sono stati evacuati. Un membro dell'equipaggio è stato trasportato in elicottero in un ospedale di Graz ed è deceduto il 30 dicembre 2024, una settimana dopo l'accaduto.
L'evento ha segnato il primo incidente mortale nella storia di Swiss International Air Lines dalla sua fondazione nel 2002, e il primo incidente mortale che ha coinvolto la famiglia Airbus A220 dalla sua introduzione nel 2016.

## L'aereo
L'aeromobile coinvolto è un Airbus A220-300, prodotto nel 2017 e registrato HB-JCD. È dotato di due motori Pratt & Whitney PW1524G.

## L'incidente
L'aereo ha avuto un'avaria al motore sinistro a 40 000 piedi (12 000 m) durante la rotta per Zurigo, che ha provocato l'ingresso di fumo in cabina. Il volo è stato costretto a deviare verso l'aeroporto di Graz. Alle 16:33 UTC, l'aereo ha effettuato un atterraggio d'emergenza e tutti i 79 passeggeri e membri dell'equipaggio sono stati evacuati utilizzando gli scivoli gonfiabili. Due membri dell'equipaggio di cabina erano ancora in ospedale il 27 dicembre; il 30 dicembre, una settimana dopo l'incidente, la compagnia aerea ha annunciato che uno dei due era deceduto. Altri ventuno tra passeggeri e membri dell'equipaggio hanno necessitato di cure mediche.

## Le indagini
Un motore PW-1524-G3 è stato scollegato dall'aereo dopo l'incidente per essere inviato negli Stati Uniti ed essere esaminato dal produttore Pratt & Whitney e dalle autorità. Già prima dell'incidente si erano verificati problemi ai motori di alcuni A220, alle pale e perdite di olio. Secondo Swiss, le analisi iniziali hanno evidenziato un “modello di errore precedentemente sconosciuto”. Il motore sinistro ha subito una perdita d'olio che ha causato il fumo, e lo stesso si è grippato a causa di un'avaria non contenuta. L'albero principale del motore è stato trovato fratturato.